# Sestri Levante
Sestri Levante (Sestri Levante in ligure) è un comune italiano di 17 136 abitanti della città metropolitana di Genova in Liguria.

## Geografia fisica
Il territorio di Sestri Levante è situato nella Riviera di Levante ad est di Genova e segna il confine orientale del golfo del Tigullio (che si estende dalla sua penisola al promontorio di Portofino).
La cittadina sorge sulla piana alluvionale del torrente Gromolo, a ridosso di una penisola, che era nominata "isola" fin dal Medioevo. L'antica isola si è poi unita alla terraferma attraverso un istmo sabbioso, il quale divide la Baia di Ponente detta "baia delle Favole" (dove si trova un porticciolo turistico e il cui nome si vuole le fosse attribuito dallo scrittore Hans Christian Andersen), dalla più piccola e suggestiva Baia di Levante, anche nota come "baia del Silenzio". Tra le due baie e l'istmo si sviluppa il centro storico, mentre lo sviluppo urbano più recente occupa tutta la piana alluvionale retrostante. La cittadina si estende dunque tra il mare e le colline dell'entroterra ed è separata a nord dalla val Graveglia con il monte Bianco di 876 m, a nord-est dalla val Petronio con il monte Caddio (390 m), il monte Bomba (608 m) e il monte Incisa (700 m). Verso Ponente le suggestive Rocche di Sant'Anna la separano dal territorio del Comune di Lavagna con un panoramico crinale affacciato sul golfo del Tigullio, con viste fino ai monti Costello (498 m), Zucchetto (614 m) e Capenardo (693 m) e su tutte le cittadine affacciate sul golfo.
Sestri Levante è separata a Levante dalla frazione di Riva Trigoso dal promontorio di punta Manara e monte Castello, altra antica isola unita alla terraferma dai depositi alluvionali dei torrenti Gromolo e Petronio. La spiaggia del piccolo borgo marinaro (anch'esso contraddistinto da un moderno sviluppo urbano nella piana alluvionale retrostante) prosegue fino in località Borgo Renà, dove si trova il caratteristico scoglio dell'"Assêu", sormontato da una croce. Proseguendo verso Levante, si trovano punta Baffe e monte Moneglia (521 m) cui succedono la baia di Vallegrande e il confinante territorio di Moneglia.

## Storia

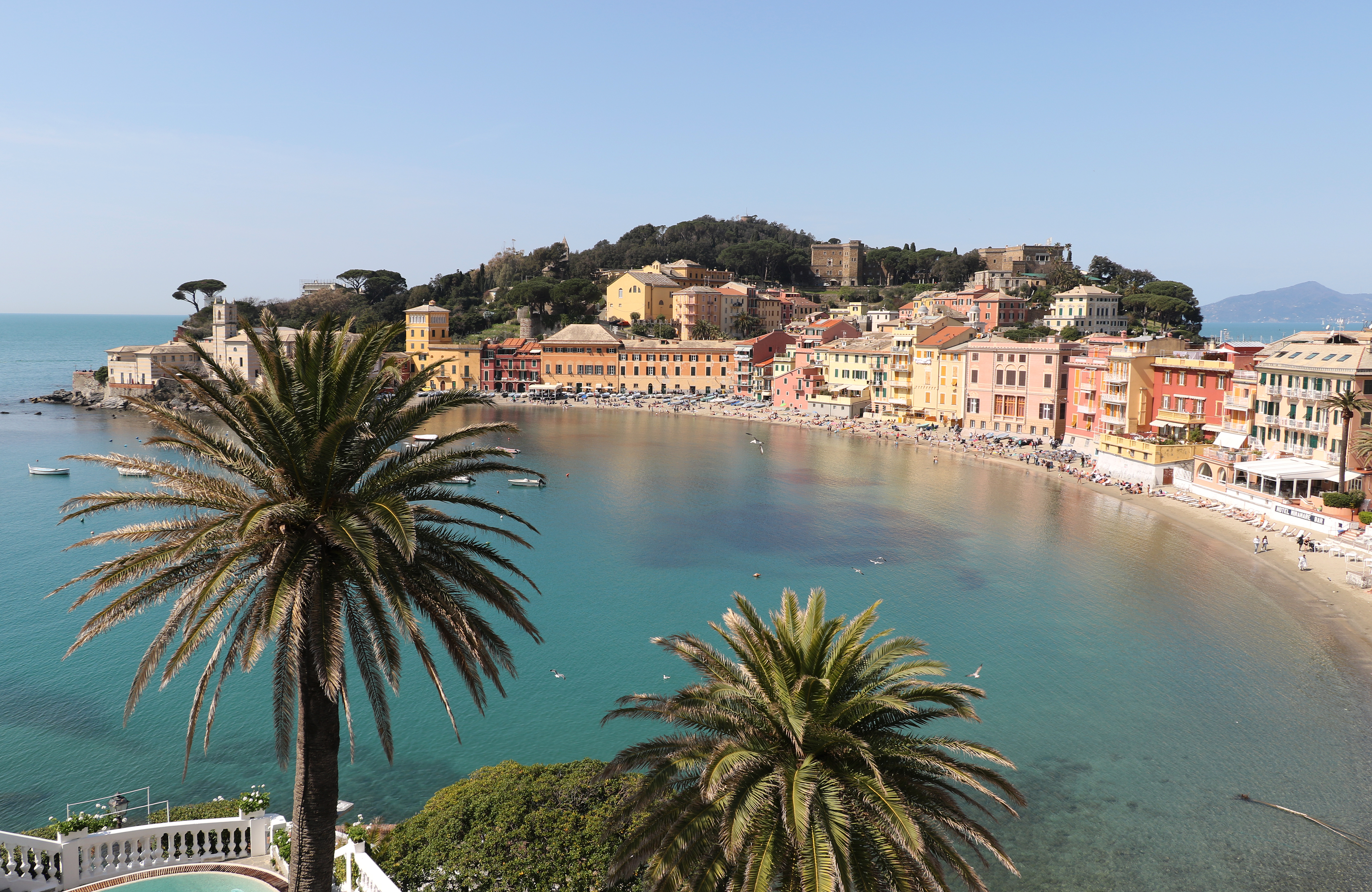
Baia del Silenzio

Come molti altri borghi liguri, la città risale agli antichi popoli chiamati Liguri, più dettagliatamente detti Tigulli, da cui il nome della zona geografica chiamata Tigullio.
Anticamente Sestri Levante era costituita da un'isola che fu, solamente in età moderna, unita alla terraferma da un sottile istmo formato dai depositi delle numerose e periodiche alluvioni del torrente Gromolo e dall'azione costante del mare.
In epoca romana è testimoniata con il nome di Segesta Tigulliorum o Segeste e divenne un importante centro commerciale, specie per i traffici marittimi; i vicini collegamenti stradali con il passo del Bracco e il colle di Velva permettevano infatti un notevole scambio di materie prime con l'entroterra delle valli Petronio, Graveglia, Vara e con la Lunigiana.
Il borgo è citato in un diploma del 909 del re Berengario, nel quale si cedeva parte del territorio alla basilica di san Giovanni di Pavia.
Decaduto durante il periodo delle invasioni barbariche, nell'epoca medievale il comune si espanse, allargandosi nella terraferma; precedentemente il nucleo era nato a ridosso del promontorio costituendo una fortezza naturale. Interessata nel 1070 come gli altri borghi del Tigullio dagli scontri navali tra Genova e la rivale Pisa, nel 1072, grazie all'alleanza delle due famiglie Malaspina e Fieschi, la proprietà del feudo fu assoggettata a queste famiglie sottraendolo, di fatto, dall'orbita politica genovese.

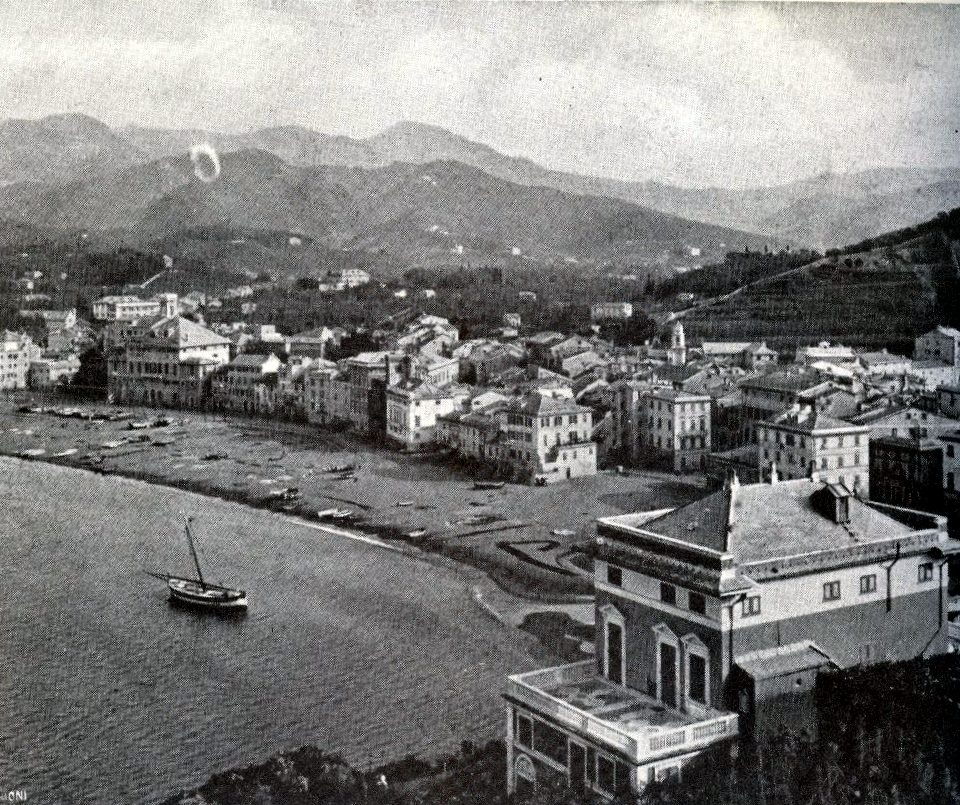
Panorama del litorale all'inizio del XX secolo

Ritornata sotto il controllo politico della Repubblica di Genova nel 1134, fu scelta come capoluogo della locale podesteria dal 1212 sotto la giurisdizione del capitaneato di Chiavari. Nel 1145, Genova acquistò dall'abbazia di San Colombano di Bobbio la parte più alta di Sestri e vi costruì un castello.
Un tentativo di assedio fu avviato dall'esercito di Lucca nel 1327, capitanato dal signore lucchese Castruccio Castracani, ma si concluse negativamente. Riuscirono invece nell'intento i Visconti nel 1365, che, assediato il borgo, costituirono in zona un piccolo dominio territoriale. Sempre in epoca feudale anche Sestri Levante subì la rivalità tra le famiglie guelfe (i Solari) e ghibelline (i De Castello), con notevoli tafferugli locali. Fu la flotta navale della Repubblica di Venezia a tentare un nuovo assalto al feudo sestrese nel 1432, ma con un esito negativo come i toscani cent'anni prima. Danni e saccheggi crearono invece le due successive invasioni da parte dei pirati turchi e saraceni, rispettivamente nel 1542 e nel 1607.
Nel 1797, con la dominazione francese di Napoleone Bonaparte, rientrò dal 2 dicembre nel dipartimento dell'Entella, con capoluogo Chiavari, all'interno della Repubblica Ligure. Dal 28 aprile 1798, Sestri Levante rientrò nel I cantone, come capoluogo, della giurisdizione del Gromolo e Vara e dal 1803 centro principale del VII cantone del Gromolo nella giurisdizione dell'Entella. Annesso al Primo Impero francese, dal 13 giugno 1805 al 1814 venne inserito nel dipartimento degli Appennini.
Nel 1815 fu inglobato nel Regno di Sardegna, secondo le decisioni del congresso di Vienna del 1814, che sottopose la municipalità di Sestri Levante nella provincia di Chiavari sotto la divisione di Genova. Dal 1859 al 1926 il territorio fu compreso nel III mandamento omonimo del circondario di Chiavari dell'allora provincia di Genova, nel Regno d'Italia.
Un evento tragico colpì la città nel 1920: durante le celebrazioni del 4 novembre un anarchico scagliò una bomba sulla folla, uccidendo una persona e ferendone altre 13. Tra queste, la lapide commemorativa posta su palazzo Fascie Rossi ricorda "sopra tutti Vincenzo Cappellini che l'infamia fratricida riscattava gridando Viva l'Italia".
Al referendum istituzionale del 1946, il 71,7% dei sestresi votò per la Repubblica e solo il 28,2% per la monarchia.
Sestri Levante ha fatto parte della Comunità montana Val Petronio dal 1973 al 31 dicembre 2008, data di scioglimento della comunità.

### Simboli
Stemma
Gonfalone
Bandiera
Le torri rappresentano i due castelli che la Repubblica di Genova fece costruire, uno su Punta Manara e uno sull'"Isola", nome che il promontorio mantenne fin dall'XI secolo. 

## Monumenti e luoghi d'interesse

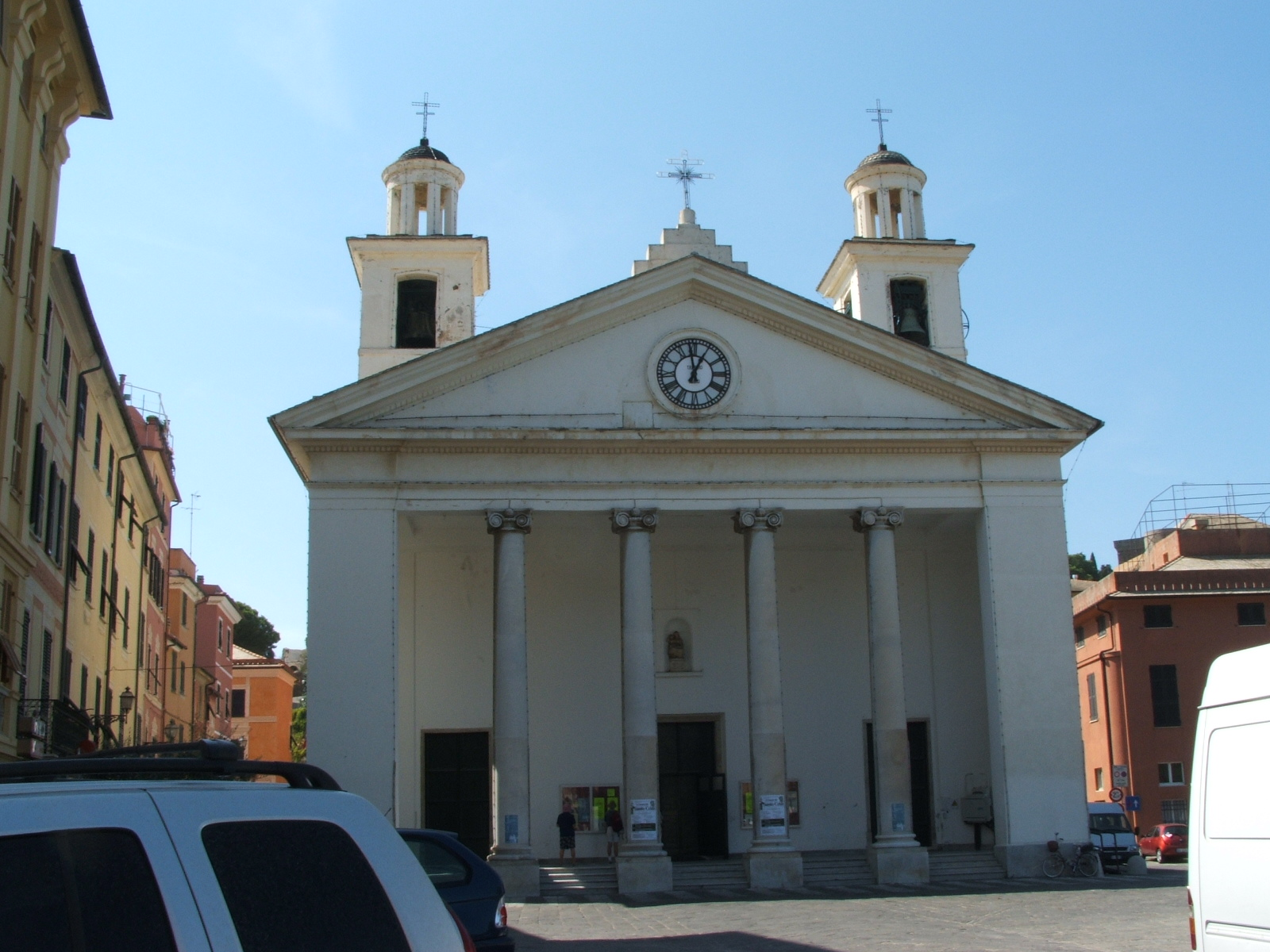
La facciata neoclassica della basilica di Santa Maria di Nazareth

### Architetture religiose

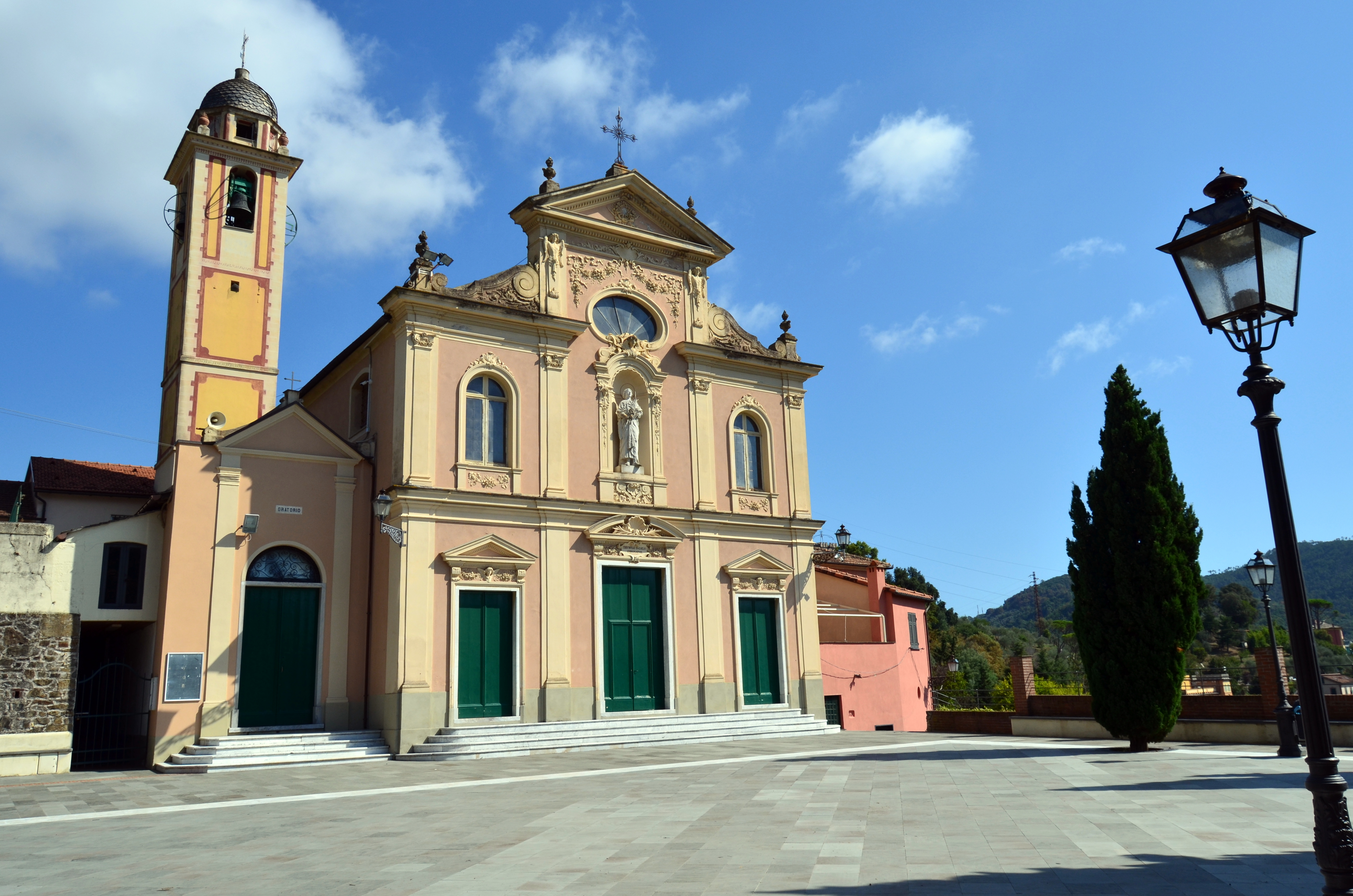
La chiesa parrocchiale di Santo Stefano del Ponte

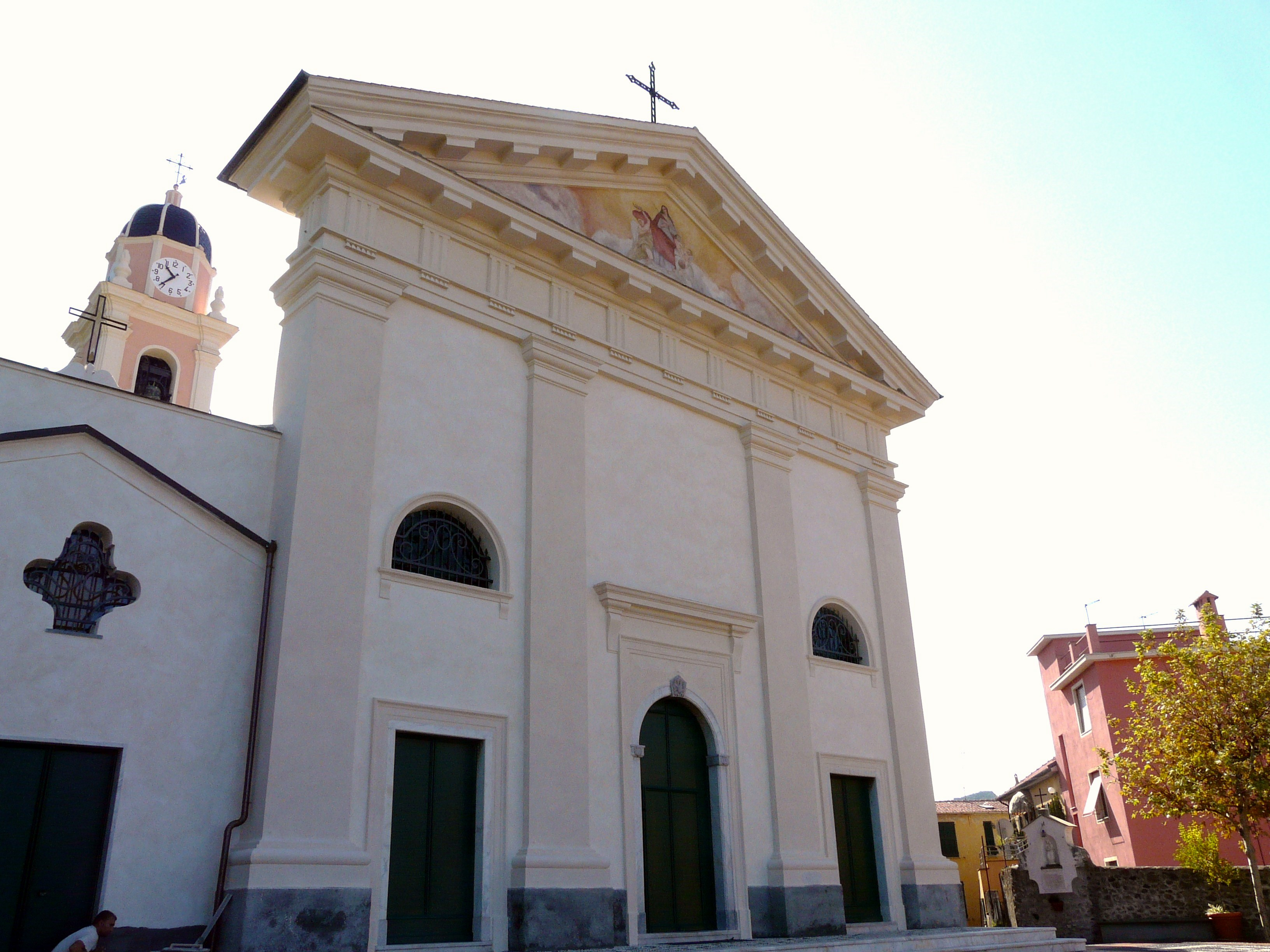
La chiesa parrocchiale di Santa Sabina di Trigoso

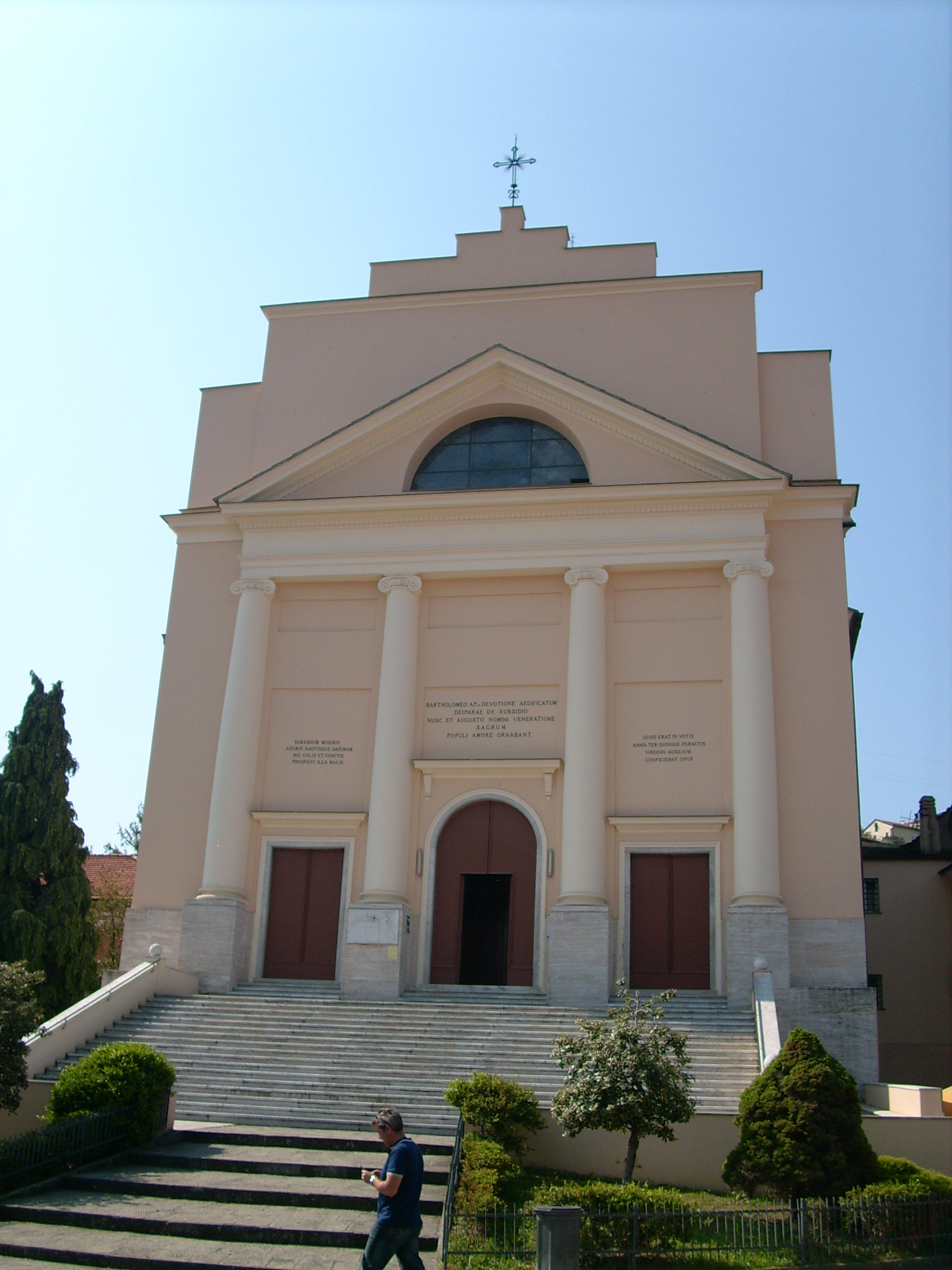
La chiesa parrocchiale di San Bartolomeo della Ginestra

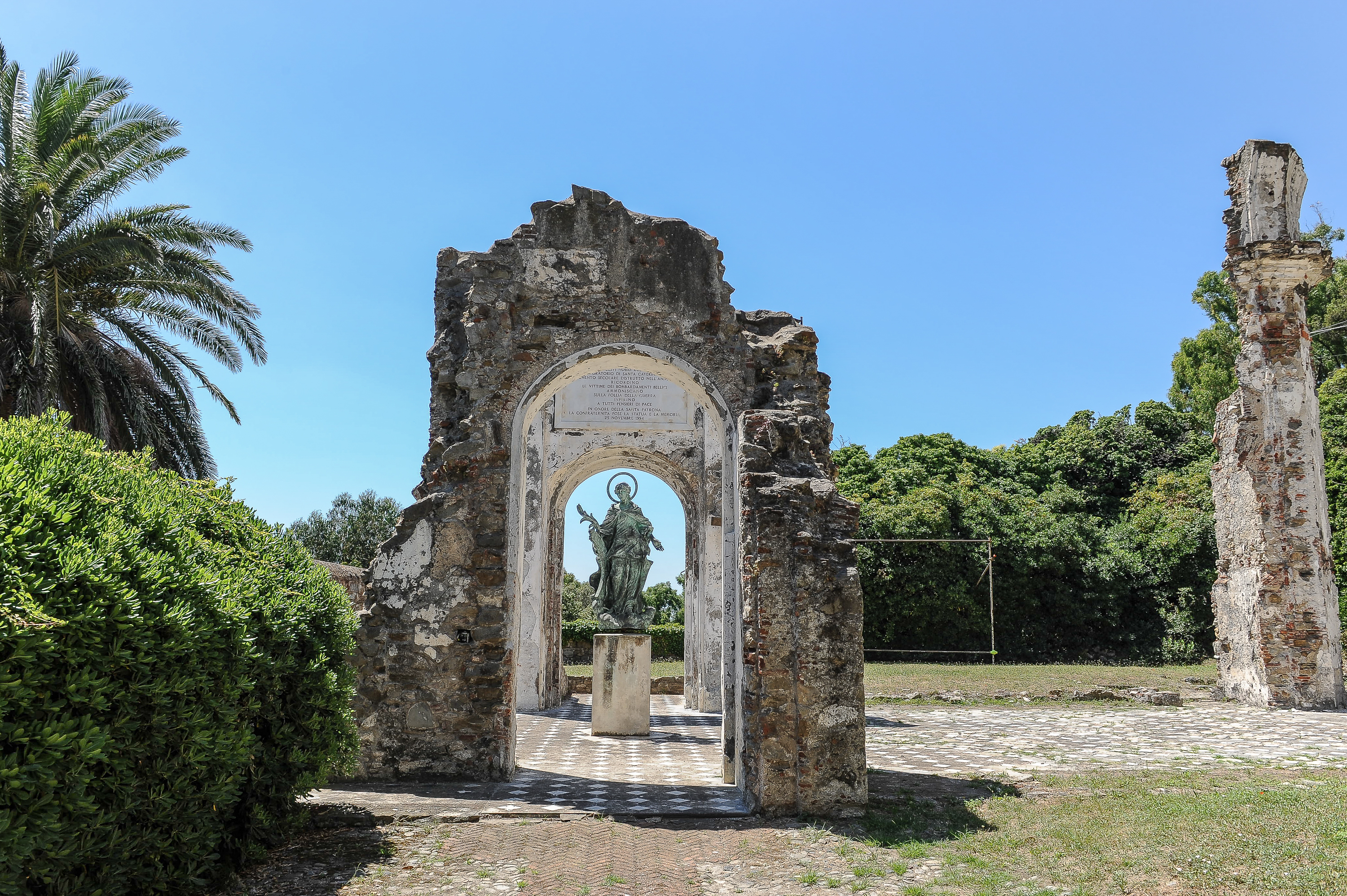
I ruderi dell'oratorio di Santa Caterina

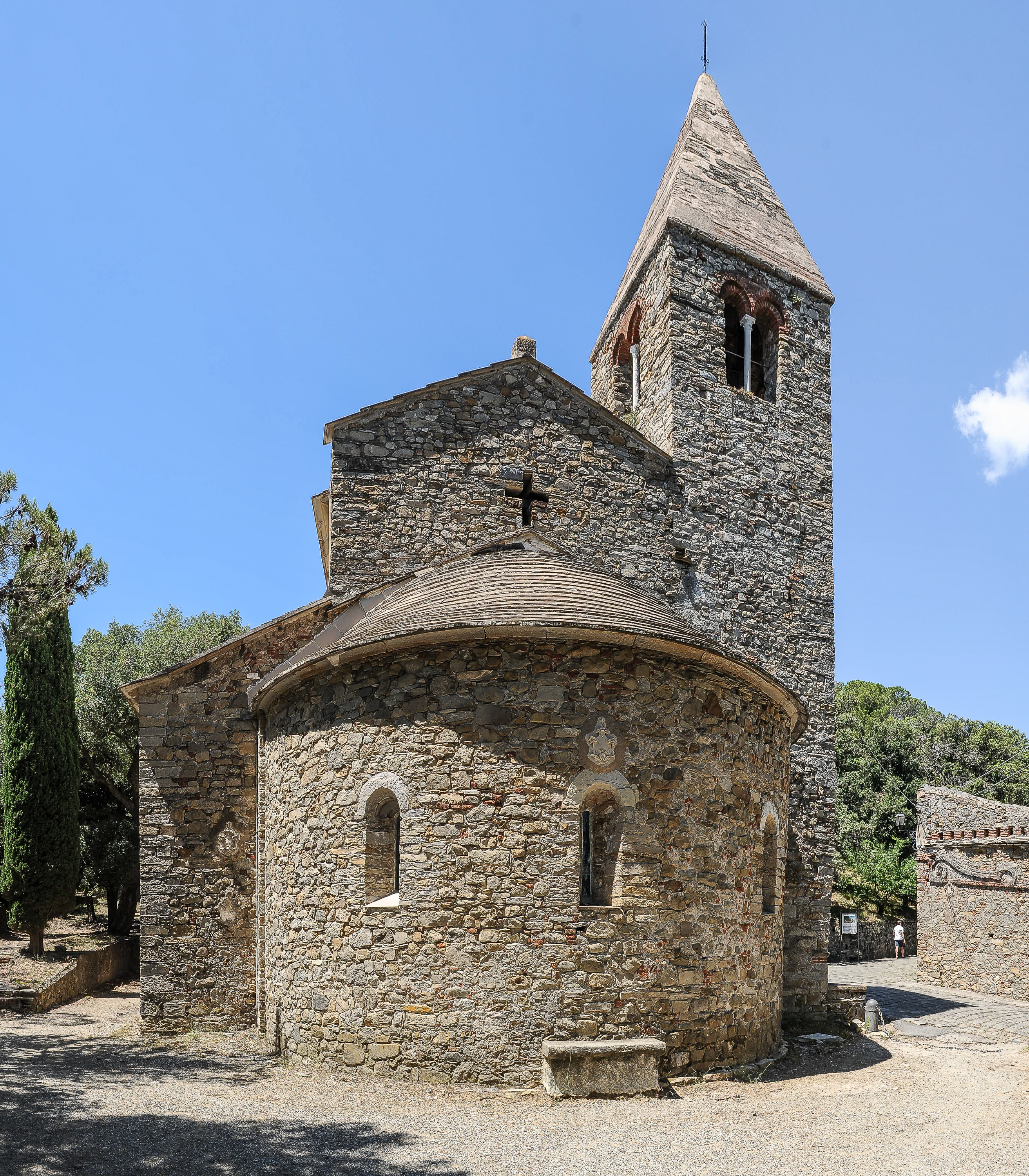
La chiesa di San Nicoló dell'Isola

- Basilica di Santa Maria di Nazareth nel capoluogo. Costruita nel XVII secolo, ha un pronao neoclassico. All'interno vengono esposte tele di epoca barocca e una Pietà lignea di Anton Maria Maragliano. Nel XVIII secolo, Sestri Levante spesso ospitò stabilmente il vescovo di Brugnato (alla cui diocesi Sestri Levante appartenne fino al 1959) e la chiesa di Santa Maria di Nazaret venne elevata a concattedrale, con il permesso per il vescovo di consacrare gli oli santi durante i riti pasquali.
- Chiesa di San Nicolò dell'Isola nel capoluogo. La chiesa è l'edificio di culto più antico della città, costruito nel 1151 in stile romanico. Fino al XVII secolo fu la parrocchiale di Sestri Levante, titolo ora appartenente alla chiesa di Santa Maria di Nazaret. L'edificio fu trasformato in stile barocco nel corso del XV secolo riportando alla luce il primitivo stile architettonico. La facciata esterna fu rifatta nel Quattrocento e presenta un portale a pseudo protiro sormontato da una trifora; ai lati dell'edificio sono presenti epigrafi ed antiche lapidi del medioevo. Il campanile con cuspide piramidale ha la cella campanaria a bifore. L'interno, in stile gotico, è composto da tre navate divise da colonne con capitelli cubici.
- Chiesa parrocchiale di Santo Stefano del Ponte nel capoluogo. La costruzione della chiesa risale all'epoca paleocristiana, anche se della chiesa d'origine non sono rimasti, almeno in superficie, resti. La costruzione presente, che in seguito venne ampliata e arricchita, risale al XVIII secolo.
- Chiesa di San Pietro in Vincoli nel capoluogo. Sita nel cuore dell'antico borgo sestrese, in vico Macelli, fu costruita dai frati minori cappuccini nel 1640 con l'annessa struttura conventuale. La nuova urbanizzazione di Sestri Levante negli anni successivi, che non permetteva più ai frati un corretto isolamento, fece sì che questi ultimi preferirono trasferirsi in un'altra località vendendo, nel 1686, la struttura ai preti secolari di San Pietro in Vincoli.
- Chiesa dell'Istituto delle suore maestre pie, nel capoluogo. Antico monastero delle monache turchine, è posto lungo la sommità del promontorio, nei pressi dell'antica porta orientale dell'Isola, e la sua fondazione è risalente al 1658 quando giunse a Sestri Levante l'ordine religioso monastico. La struttura, ampliata e ricostruita più volte nel corso dei secoli, fu sul finire del XVIII secolo abbandonata dalle monache per la soppressione imposta nel 1798 dalla nuova dominazione napoleonica. Dal 1829 l'edificio ospita le suore della Presentazione, tuttora insediate nell'antico monastero.
- Chiesa parrocchiale di Sant'Antonio, nel capoluogo. La struttura presente risale agli anni sessanta del XX secolo, ad opera dell'architetto Ceschi, ma sul luogo già sorsero in passato diversi edifici religiosi. Qui era presente un antico oratorio dedicato ai santi Giovanni Evangelista ed Antonio e furono i frati minori conventuali che, nel 1647, vi costruirono una nuova chiesa omonima. Divenuta possedimento del clero secolare nel 1798, fu dichiarata succursale della basilica di Santa Maria di Nazareth nel 1855 e nel 1948 elevata al titolo di parrocchiale con l'istituzione dell'omonima parrocchia.
- Chiesa di San Sebastiano o di Sant'Anna, nel capoluogo; sita lungo la via Antica Romana venne edificata tra il XVII e il XVIII secolo.
- Tempio-santuario eucaristico mariano di Cristo Re nel capoluogo. Edificato tra il 1929 e il 1933 è attiguo alla casa dell'Opera Madonnina del Grappa.
- Convento dei frati cappuccini e chiesa di Santa Maria Immacolata nel capoluogo. Sita in posizione elevata sul livello del mare, nei pressi della Baia del Silenzio, è una costruzione del 1688 eretta in stile medievale con la caratteristica facciata a fasce bianche e nere. Alla struttura è annesso il convento dei Cappuccini. Al suo interno sono conservati una statua in legno dell'Immacolata del XVIII secolo sull'altare maggiore, un dipinto di Domenico Fiasella ritraente Il miracolo di sant'Antonio da Padova e sempre dello stesso pittore la tela raffigurante San Felice da Cantalice che riceve dalla Vergine il Bambino Gesù.
- Ex convento dell'Annunziata nel capoluogo. Risalente al XV secolo l'ex convento, dopo essere stato una celebre colonia marina, è ora sede di conferenze culturali.
- Risalendo verso il promontorio sestrese sono visibili i resti dell'antico oratorio di Santa Caterina, eretto nel 1578 e devastato pesantemente durante i bombardamenti aerei del 1944 nella seconda guerra mondiale.
- Cappella gentilizia della famiglia Cattaneo Della Volta, nel capoluogo, edificata nel corso del XVII secolo su progetto di Giacomo Gaggini; il sito è di proprietà privata.
- Chiesa parrocchiale di Santa Margherita nella frazione di Fossa Lupara. La precedente chiesa parrocchiale si trovava sul luogo dove è ubicato il cimitero di Fossa Lupara; l'edificio fu demolito nel 1739, quindi ricostruito e consacrato da monsignor Giuseppe Stella il 27 agosto 1958. La sua parrocchia è risalente al 1060 e una volta soppressa fu incorporata nella comunità di Santo Stefano del Ponte; fu nuovamente istituita dalla diocesi di Brugnato nel 1678.
- Chiesa di San Pietro nella frazione di Libiola.
- Chiesa parrocchiale di San Giacomo nella frazione di Loto. La sua comunità fu presente, secondo alcune fonti, già dal 1540 e tra il 1583 e il 1835 ebbe sotto la sua "cura d'anime" anche la parrocchia dei Santi Cipriano e Giustina di Sambuceto. Dal 1939 ha il titolo di prevostura.
- Chiesa di San Martino nella frazione di Montedomenico.
- Chiesa parrocchiale di San Paolo nella frazione di Pila. Eretta in epoca contemporanea e consacrata il 26 ottobre 1980 dal vescovo di Chiavari monsignor Daniele Ferrari, la sua comunità parrocchiale fu distaccata dalla comunità di Santa Margherita di Fossa Lupara nel 1955 su decisione di monsignor Giuseppe Stella della diocesi della Spezia-Sarzana-Brugnato.
- Chiesa parrocchiale di San Pietro apostolo nella frazione di Riva. Edificata tra il 1861 e il 1863, è parrocchia dal 1874. Negli ultimi tempi ha aggiunto alla sua architettura la decorazione a mosaico del piazzale antistante e i portoni in bronzo. È abbellita da un pregevole organo del 1896, costruito dall'organaro pistoiese Filippo Tronci.
- Chiesa di Sant'Andrea nella frazione di Rovereto.
- Chiesa parrocchiale di San Bartolomeo e santuario di Nostra Signora del Soccorso nella frazione di San Bartolomeo della Ginestra. L'edificio parrocchiale è situato nell'omonima frazione sestrese ed è conosciuta anche con l'appellativo di santuario di Nostra Signora del Soccorso, titolo che le venne attribuito nel 1750. La struttura presente risale alla ricostruzione avvenuta nel 1838, alla cui posa della prima pietra partecipò sant'Antonio Maria Gianelli.
- Chiesa parrocchiale di San Bernardo di Chiaravalle nella frazione di San Bernardo delle Cascine. Le prime notizie ufficiali sull'esistenza della primitiva chiesa, dedicata originariamente a san Quirico, risalgono al 1151. La parrocchiale, dedicata a san Bernardo, è risalente alla successiva ricostruzione avvenuta nel 1636.
- Ruderi della chiesa dei Santi Quirico e Giuditta nella frazione di San Bernardo delle Cascine; tracce dei resti del primario edificio sono ora inglobati presso il locale cimitero frazionale.
- Chiesa parrocchiale di Santa Vittoria nella frazione di Santa Vittoria di Libiola. Secondo le fonti storiche sarebbe sorta nell'XI secolo. Divenne parrocchia-prioria monastica i cui padri poi dipenderono dall'abbazia di San Fruttuoso fra il 1308 ed il 1399. Fu ad opera dell'arciprete protempore di San Martino d'Albaro di Genova, e tramite la nobile famiglia genovese dei Bernabò Brea, che la chiesa fu elevata al titolo abbaziale. Al suo interno sono conservate le antiche reliquie della santa.
- Ruderi della chiesa di Sant'Anna presso le Rocche di Sant'Anna. L'edificio, il cui primo impianto sarebbe datato al XVI secolo e rivisitato nel corso del Settecento, è situato lungo l'antico tracciato di collegamento tra Cavi di Lavagna e Sestri Levante.
- Chiesa di Sant'Anna nella frazione di Tassani. Forse risalente all'XI secolo, come altri luoghi di culto della zona, l'edificio religioso venne edificato o ricostruito nel corso del XVIII secolo.
- Chiesa parrocchiale di Santa Sabina nella frazione di Trigoso. Presente secondo alcune fonti già dal VII secolo, fu rifatta nel 1642. Di particolare rilievo artistico è l'antistante sagrato a mosaico realizzato ciottoli di mare, ripreso nel 1998 dall'originale realizzato nell'Ottocento.
- Oratorio di Nostra Signora del Rosario nella frazione di Trigoso, adiacente alla parrocchiale.

### Architetture civili

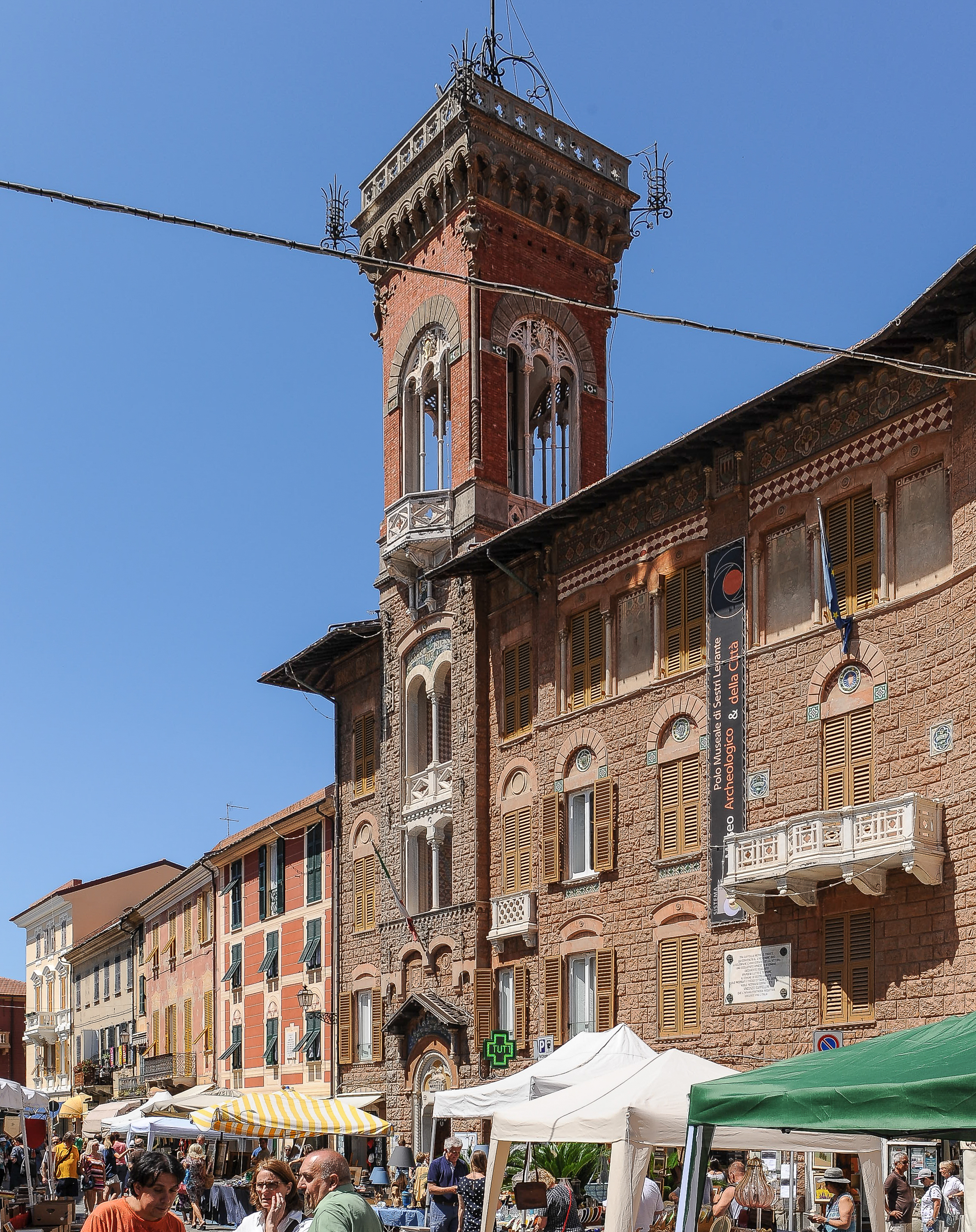
Palazzo Fascie Rossi nel centro storico sestrese, sede della biblioteca civica e del museo archeologico.

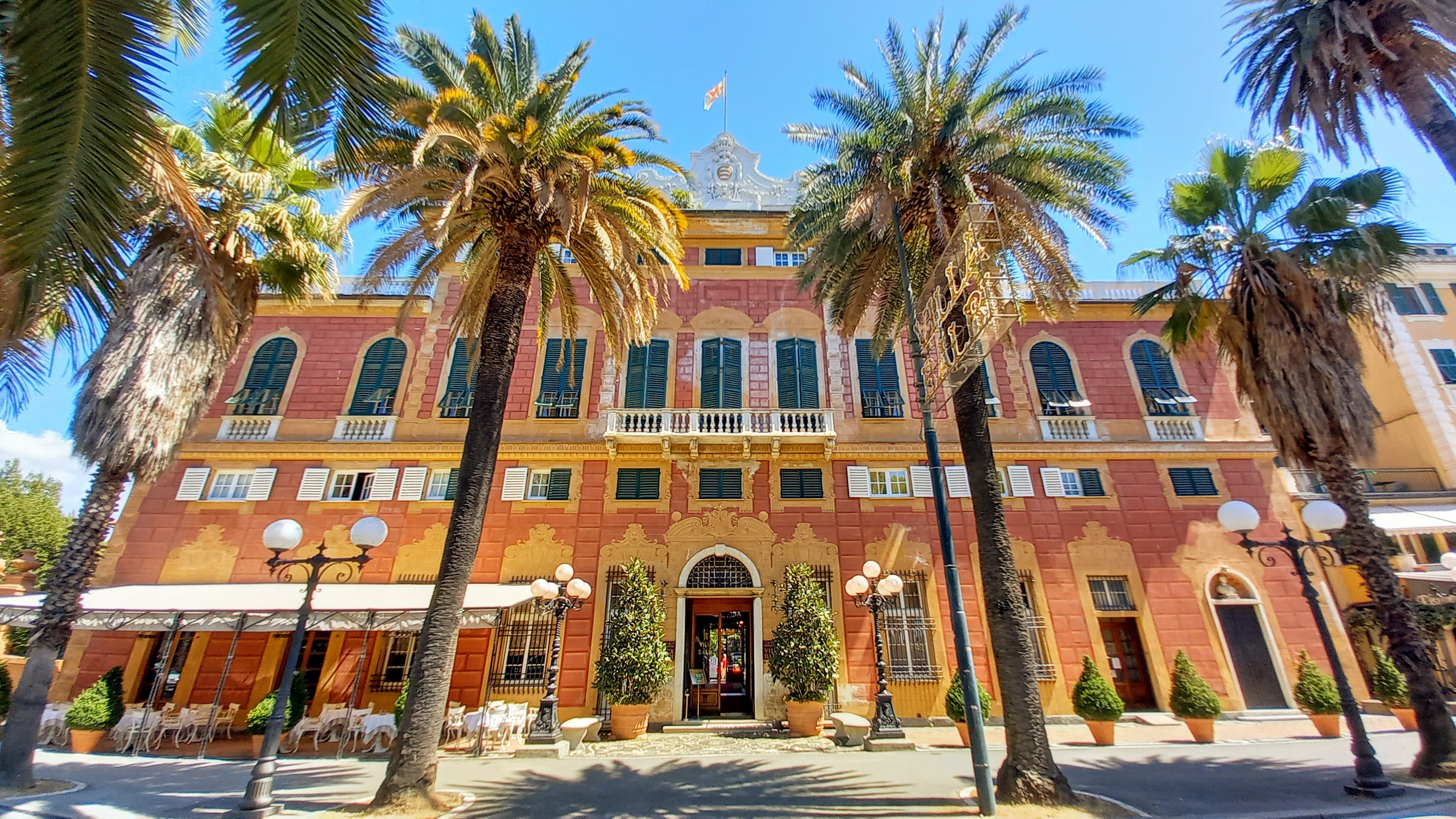
Villa Balbi, già Brignole, sul lungomare sestrese.

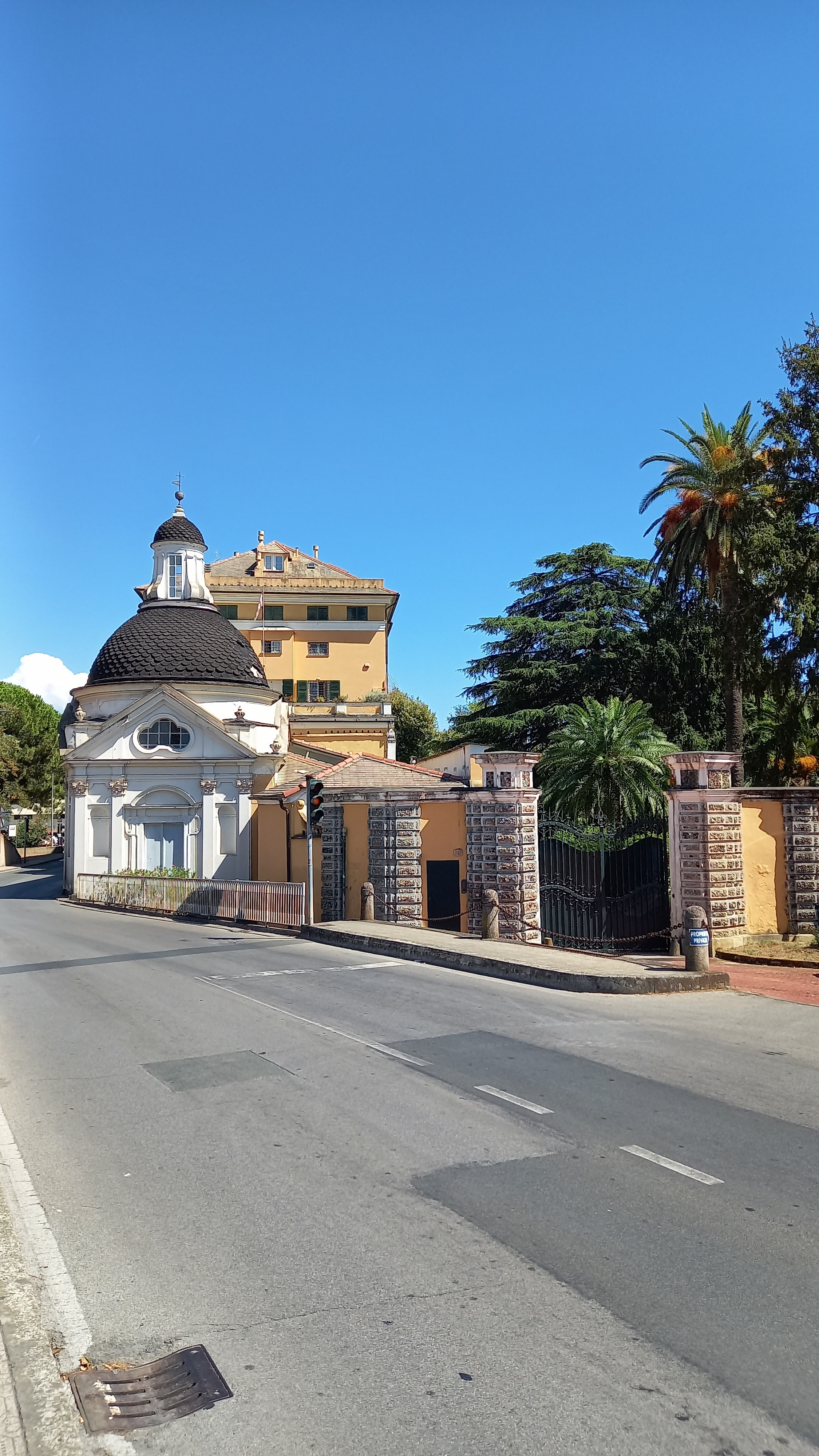
Villa Cattaneo della Volta, presso il Gromolo, con la cappella gentilizia.

- Palazzo Durazzo-Pallavicini. Sede del municipio, è ubicato nella centrale piazza Giacomo Matteotti, quest'ultima cuore del primario borgo medievale di Sestri Levante. Il palazzo fu eretto nella seconda metà del XVII secolo e conserva nella sala del consiglio, al secondo piano, un dipinto del pittore Francesco Bassano ritraente l'Adorazione dei Magi.
- Palazzo Fascie Rossi, nel centro storico, sede della biblioteca civica e dal 2013 del museo archeologico della città.
- Palazzo Lena, già Doria, prospiciente la piazza della basilica sestrese. Rimase tra le proprietà della famiglia doriesca almeno fino al XVIII secolo, quando passò ai Lena.
- Palazzo Negrotto Cambiaso, presso la baia di Portobello, del XVII secolo.
- Palazzo Cattaneo Della Volta, già Doria e Durazzo. Edificato alla metà del XV secolo, è una costruzione del XVIII secolo e conserva un'annessa e coeva cappelletta, dedicata a Nostra Signora del Rosario e opera di Giacomo Gaggini su commissione del proprietario Giuseppe Maria Durazzo nel 1725; alla lavorazione della cappella collaborò pure Gio Antonio Ricca. All'interno presenta diverse nicchie nei pilastri della cupola emisferica, quest'ultima ricoperta da squame policrome e sormontata da un lanternino, dove sono ubicate alcune statue in stucco dello stesso Gaggini raffiguranti i santi Gioacchino e Anna, sant'Elisabetta e san Giuseppe con Gesù Bambino.
- Villa Balbi, già Brignole. Antica residenza gentilizia della famiglia Brignole, fu edificata nel corso del XVII secolo presso il lungomare sestrese; nel corso del XIX secolo passò ai nobili Balbi, dalla quale deriva la denominazione. Successivamente convertita ad uso alberghiero, così come attigui palazzi nobiliari del viale, presenta nella proprietà interna un pregevole parco-giardino all'italiana.
- Villa Matilde, già Piuma, sul versante occidentale della penisola sestrese. Raffigurata in un dipinto della metà del XVII secolo, ha nel subito trasformazioni radicali in seguito ai danni subiti durante la seconda guerra mondiale; di proprietà privata, è divisa in appartamenti.
- Villa Domus, già Mantelli, nel versante sud della penisola sestrese. Venne edificata tra il 1938 e il 1940, in stile razionalista, su progetto dell'architetto Luigi Carlo Daneri. Ha poi assunto un uso alberghiero.
- Villa Foppiano, edificata tra il 1956 e il 1958 su progetto dell'architetto Daneri, nel tratto di scogliera della penisola tra villa Domus e l'ex complesso dell'Annunziata.
- Villa Rimassa, già Durazzo-Solari-Serlupi. Edificata per volere di Cesare Durazzo, doge della Repubblica di Genova nel biennio 1665-1667, la villa ospitò nel febbraio del 1784 l'imperatore Giuseppe II d'Austria. Risale all'Ottocento, ed è situata nei pressi della chiesa di Santo Stefano del Ponte. Di grande importanza sono le alberature, tra i quali spiccano i maestosi cedri del Libano, lecci e grandi canfori. Si accede alla residenza padronale tramite ampie scalinate che portano anche al centro produttivo della stessa villa: un complesso di case coloniche.
- Villa Sertorio, nei pressi del torrente Gromolo (tratto coperto), edificata nella seconda metà del XVIII secolo.
- Villa Sopranis, già Sertorio, edificata nel XVIII secolo nei pressi del lungomare viale Mazzini.
- Villa Serlupi d'Ongran (o Villa Teca), già Spinola già Pallavicino.
- Castelli Gualino, poi Grand Hotel dei Castelli, sul promontorio di Sestri Levante. Si tratta di tre edifici in stile neo-medioevale edificati tra il 1925 e il 1929 su progetto degli architetti Clemente e Michele Busiri Vici, con la consulenza del critico d'arte Lionello Venturi, su committenza dell'industriale e mecenate d'arte piemontese Riccardo Gualino. Il Castello dei Cipressi era destinato a residenza della famiglia Gualino, il Castello dei Lecci a foresteria e il Castello delle Agavi a locale di servizio e alloggio della servitù. Nel 1950 sono stati trasformati in albergo, funzione che svolgono tuttora.
- Palazzo Chiarella, già fattoria Pallavicini, presso la frazione di Fossa Lupara; edificata nel corso del XVIII secolo.
- Villa Pallavicini presso la frazione di Santa Vittoria di Libiola.
- Palazzo Fieschi presso la frazione di Trigoso. Conserva una piccola cappella fondata nel 1270 dal cardinale Ottobono Fieschi, futuro papa Adriano V.
- Ponte medioevale, a schiena d'asino, sovrastante il torrente Gromolo tra l'abitato sestrese e Santo Stefano del Ponte.
- Cinque ponti in località Valle del Fico di probabile origine romana, restaurati nel medioevo, lungo il percorso che dalla cappella di San Sebastiano sale ai ruderi di Sant'Anna facente parte della Via Aemilia Scauri (successivamente chiamata Via Aurelia).

### Architetture militari
Nei pressi del promontorio, dove è stato ricavato il parco del Grand Hotel dei Castelli, sorgeva il castello eretto dalla Repubblica di Genova nel 1145. L'antica fortezza genovese fu in parte ricostruita nel 1440 e trasformata interamente in cimitero nel corso del 1810 fino alla sua completa demolizione nei primi anni del XX secolo.
Fu ancora la repubblica genovese, nel corso del XVI secolo, ad edificare nel centro storico sestrese una torre di difesa del borgo. Una costruzione difensiva, chiamata localmente come Torre dei Doganieri, che venne scoperta solamente nel 1951 a seguito di una violenta esplosione causata dallo scoppio di un deposito di esplosivo presso un locale adiacente. Il crollo di alcune case del centro storico, che oltre ai danni alle abitazioni provocò alcune vittime, fece emergere i resti ancora integri della torre medievale, inglobata nelle costruzioni, di cui non si aveva memoria fino a quel momento. Tolti i detriti, la piazzetta antistante la torre è intitolata a Dina Bellotti e situata nei pressi della chiesa di San Pietro in Vincoli. La Torre dei Doganieri, di proprietà comunale, è sede di eventi culturali, esposizioni e mostre.
Tra il 1925 e il 1928 verranno eretti i cosiddetti "Castelli Gualino" imitando l'antico stile medievale, poi convertiti ad uso alberghiero; la struttura è collegata con il sottostante porticciolo mediante l'ausilio di un ascensore.

### Portali

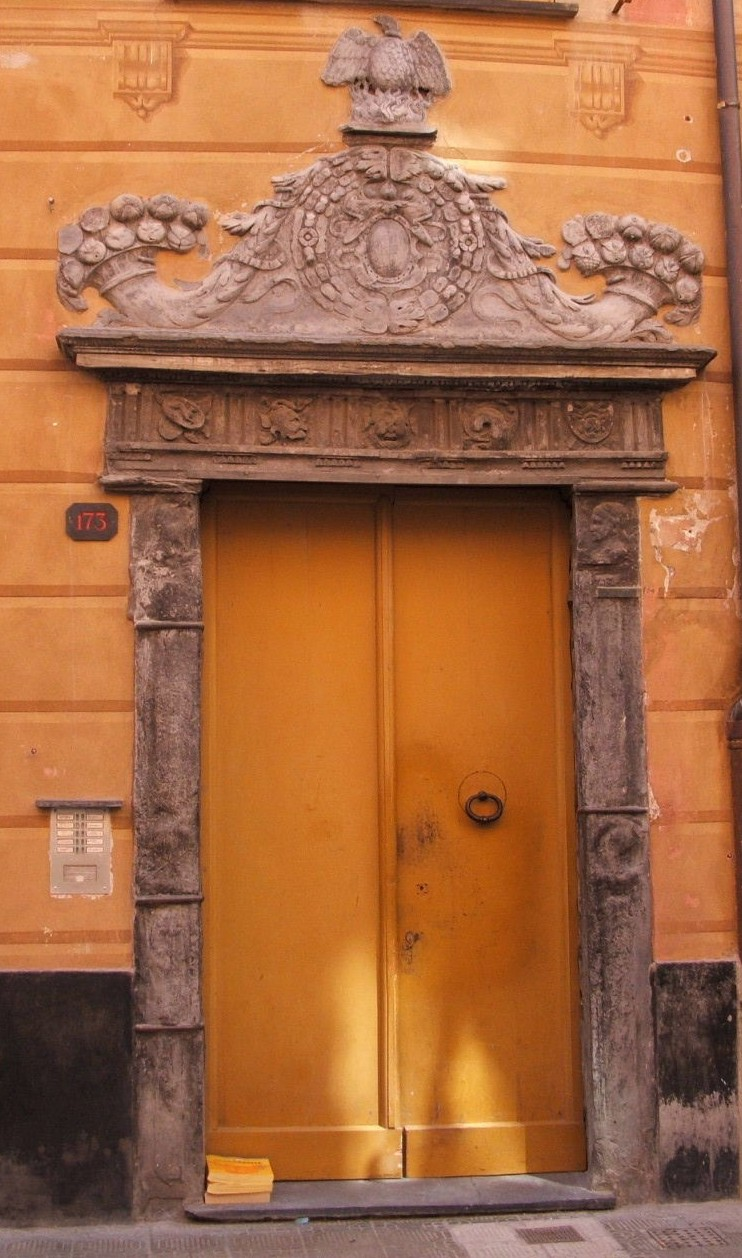
Un antico portale nel carruggio sestrese

Nel cuore del centro storico cittadino si possono notare numerosi portali d'ardesia del XIV secolo, specie in via XXV Aprile - il "carrugio" per i sestresi - importante asse commerciale delle attività artigianali.

## Società

### Evoluzione demografica
Abitanti censiti

### Etnie e minoranze straniere
Secondo i dati Istat al 31 dicembre 2022, i cittadini stranieri residenti a Sestri Levante sono 1 450, così suddivisi per nazionalità, elencando per le presenze più significative:
1. Romania, 405
2. Bangladesh, 178
3. Albania, 150
4. Ecuador, 150
5. Marocco, 80
6. Ucraina, 59
7. Cina, 57
8. Moldavia, 41
9. Egitto, 37
10. Perù, 29

### Istituzioni, enti e associazioni
L'ospedale di Sestri Levante rappresenta il secondo presidio più importante dell'ASL 4 "Chiavarese" dopo il polo ospedaliero di Lavagna. Contiene le specialità e reparti di: anatomia patologica, chirurgia ad indirizzo oncologico, day surgery multidisciplinare, dermatologia, dietologia, disabilità acquisite, farmacia ospedaliera, medicina fisica e riabilitazione, medicina, cure intermedie, nefrologia e dialisi, oncologia, otorinolaringoiatria, pneumologia, radiologia e urologia. L'ospedale è comprensivo di 226 posti letto, più altri 13 per il day hospital.
I servizi di trasporto pubblico locale gestiti dall'AMT garantiscono quotidiani collegamenti su gomma con la struttura ospedaliera, oltre che da Sestri Levante, anche dai vicini centri di Chiavari e Lavagna e dal Tigullio occidentale con corse da Santa Margherita Ligure e Rapallo, servendo anche gli ospedali di tali località.

## Cultura

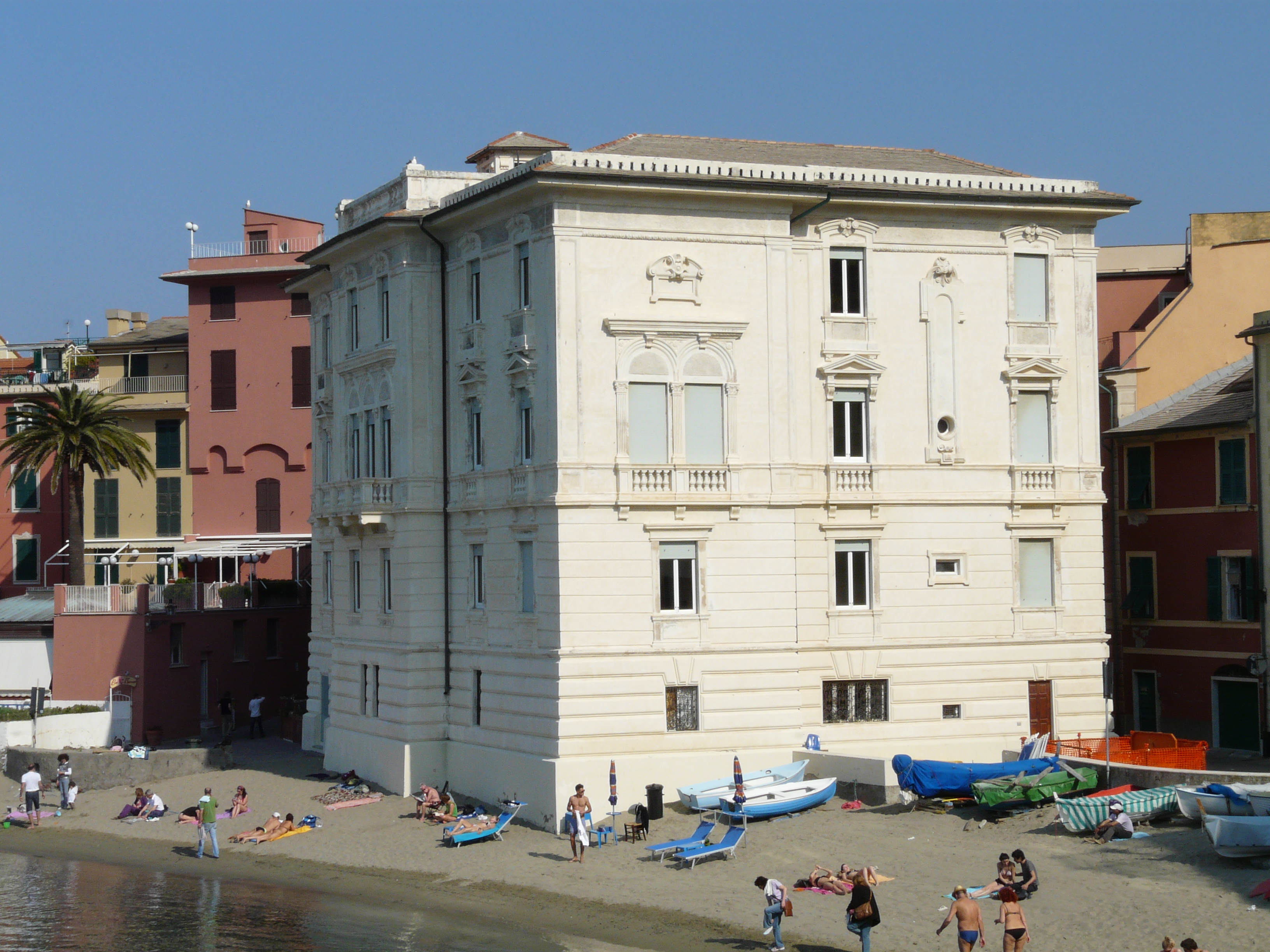
Palazzo ospitante la pinacoteca-galleria Rizzi

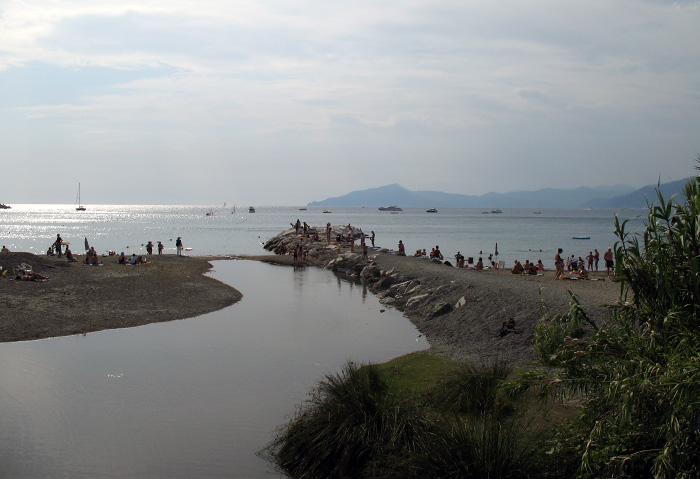
La foce del torrente Gromolo

### Istruzione

#### Scuole
Sestri Levante è sede dell'Istituto di Istruzione Superiore Statale intitolato a Giulio Natta e Giovanni Vittorio Deambrosis che comprende i seguenti indirizzi inerenti al ciclo scolastico della scuola secondaria di secondo grado:
- Liceo scientifico (opzione Scienze applicate - cosiddetto "liceo scientifico tecnologico");
- Istituto tecnico settore economico (Amministrazione finanza e marketing);
- Istituto tecnico settore tecnologico, suddiviso in "Elettronica ed elettrotecnica", "Meccanica, meccatronica ed energia" e "Informatica e telecomunicazioni".

Lo stesso Istituto ha una sede distaccata a Chiavari, dove è attivo l'Istituto Professionale settore Industria e Artigianato.

#### Musei
- Museo archeologico e della città di Sestri Levante, aperto al pubblico dalla primavera del 2013[14], ha sede nelle sale espositive del palazzo Fascie Rossi nel centro storico sestrese. Parte del materiale è stato trasferito dal museo archeologico di Chiavari.
- Raccolta mineralogica di Villa Tassani: sono presenti dei minerali provenienti dalle miniere di Libiola sfruttate già in epoca romana.

#### Pinacoteche
- Pinacoteca-Galleria "Marcello Rizzi". Ospitata nel palazzo omonimo antistante la spiaggia della Baia del Silenzio, la galleria nacque per volontà testamentaria di Marcello Rizzi che, alla sua morte, volle che la sua residenza diventasse un vero e proprio museo cittadino ove esporre al pubblico le personali opere artistiche e oggetti da lui collezionate negli anni. Aperto nel 1960, la gestione del museo è curata da un'apposita fondazione che ne cura, oltre alla conservazione, anche lo studio delle opere. Nei tre piani dello stabile sono conservate ed esposte diverse opere, tra cui vi sono dipinti dei più celebri pittori genovesi, liguri ed emiliani, sculture e ceramiche tipiche del ponente ligure.

### Cinema
Nella "città dei due mari" sono stati girati nel 1959, presso l'Hotel dei Castelli, il film Tempi duri per i vampiri con Renato Rascel e alcune scene del film Genova - Un luogo per ricominciare nel 2008 di Michael Winterbottom con Colin Firth; le location scelte per quest'ultimo lungometraggio sono state quelle della Baia del Silenzio e del lungomare.

### Letteratura

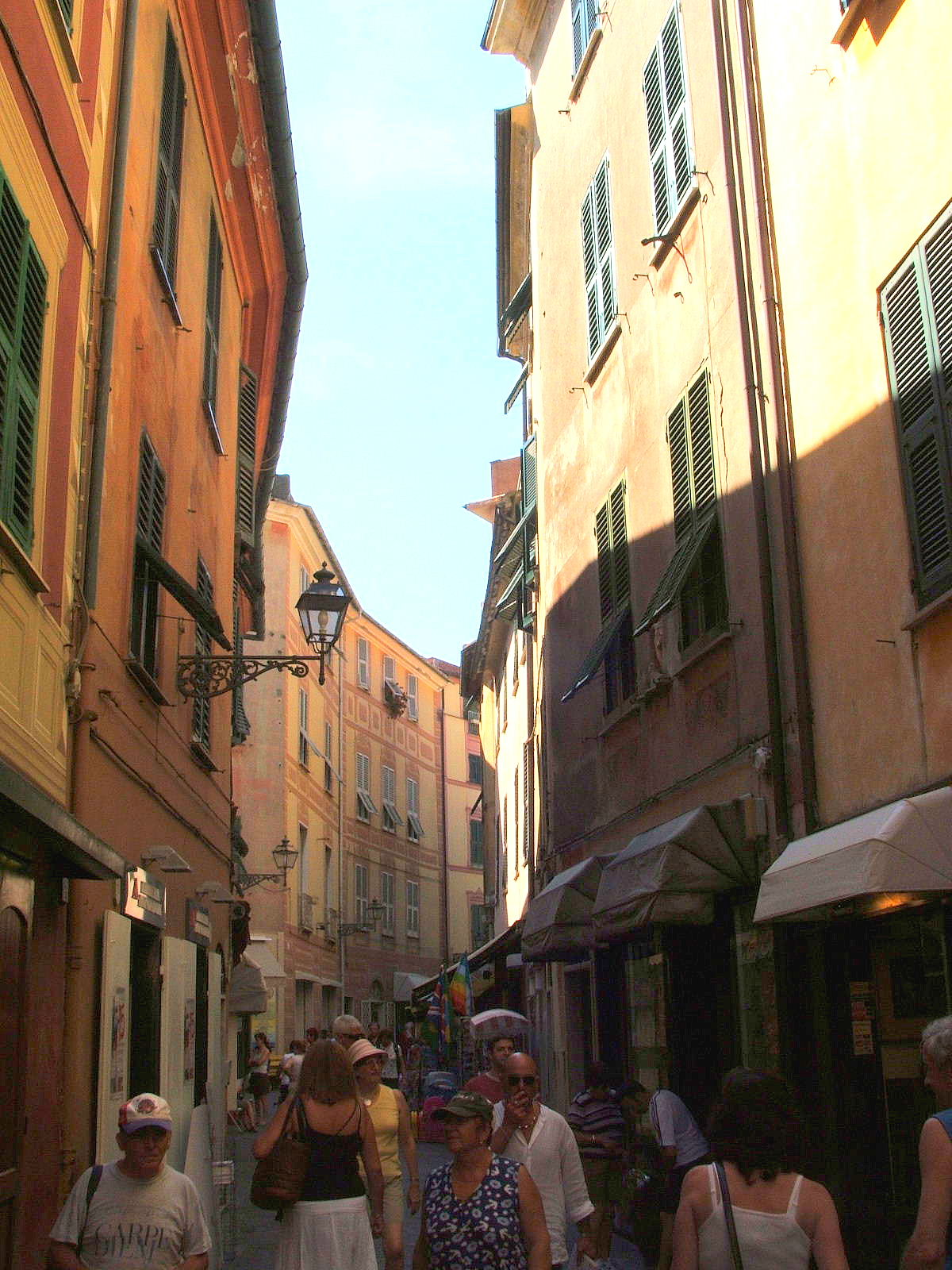
Scorcio di via XXV Aprile, caruggio principale del centro storico sestrese.

Lo scrittore scozzese Tobias Smollett, in Travels through France and Italy, nel capitolo 26, cita un suo soggiorno a "Sestri di Levante".

### Musica
Attiva dal 1875, e tra le più antiche di questo genere, la Società Filarmonica di Sestri Levante partecipò a diversi concorsi musicali nei primi anni del Novecento piazzandosi alle prime posizioni a Rapallo (1905), a Torino (1911), ancora a Rapallo (1924) e a Roma nel 1935. Tra gli anni settanta e il 1995 il complesso sestrese, unendosi con l'omonima associazione di Chiavari, assunse la denominazione di Società Filarmonica di Chiavari e Sestri Levante.
Sempre in campo musicale, a Sestri Levante sono stati girati i videoclip delle canzoni Tu es foutu (tu m'as promis) di In-Grid, Mégu megún di Fabrizio De André (interpretato da Claudio Bisio) e La nostra storia di Luca Carboni. Sestri Levante è inoltre il titolo di una canzone di Roberto Vecchioni e di Piero Parodi, di un pezzo strumentale del gruppo australiano Tame Impala e dell'ultima traccia del disco Canzoni contro la natura dei toscani The Zen Circus. Certe donne di Sestri, invece, è il titolo di un brano di Bruno Lauzi. Sempre a Sestri Levante, nel mare di fronte alla Baia delle Favole, è stato girato il videoclip della canzone Foglie al vento del gruppo genovese Ex-Otago.

### Eventi culturali
- Tra la fine di aprile e la prima settimana di maggio, si celebra il Riviera International Film Festival dedicato ai registi under 35.[15]
- il Nella prima metà di maggio Sestri Levante ospita il Concorso pianistico nazionale "Johann Sebastian Bach" che vede confrontarsi giovani pianisti provenienti da tutta Italia.
- A fine maggio si tiene il Premio Andersen, concorso letterario internazionale dedicato alla letteratura per bambini e ragazzi. Al Premio Andersen fa da cornice l'omonimo Festival Andersen.
- Palio marinaro del Tigullio: Santa Margherita Ligure, San Michele di Pagana, Rapallo, Zoagli, Chiavari, Lavagna e Sestri Levante si sfidano ogni anno, tra maggio ed agosto, in una serie di gare di canottaggio su gozzi tradizionali liguri nelle acque del golfo del Tigullio.
- Barcarolata, l'ultima domenica di luglio; è una sfilata di natanti addobbati nei modi più disparati e fantasiosi, con premi in denaro per le imbarcazioni giudicate più belle. È nata negli anni venti del Novecento e si è consolidata nel dopoguerra con Giovanni Magnelli[16].
- Sagra del Bagnun, il penultimo fine settimana di luglio; è una fiera che si svolge a Riva Ponente dedicata al bagnun.
- Mojotic Festival, tra luglio ed agosto; è un festival di musica indipendente che negli anni ha ospitato diversi artisti internazionali e ogni anno organizza, il primo venerdì di agosto "Shhh, La Silent Disco in Baia del Silenzio.

## Geografia antropica

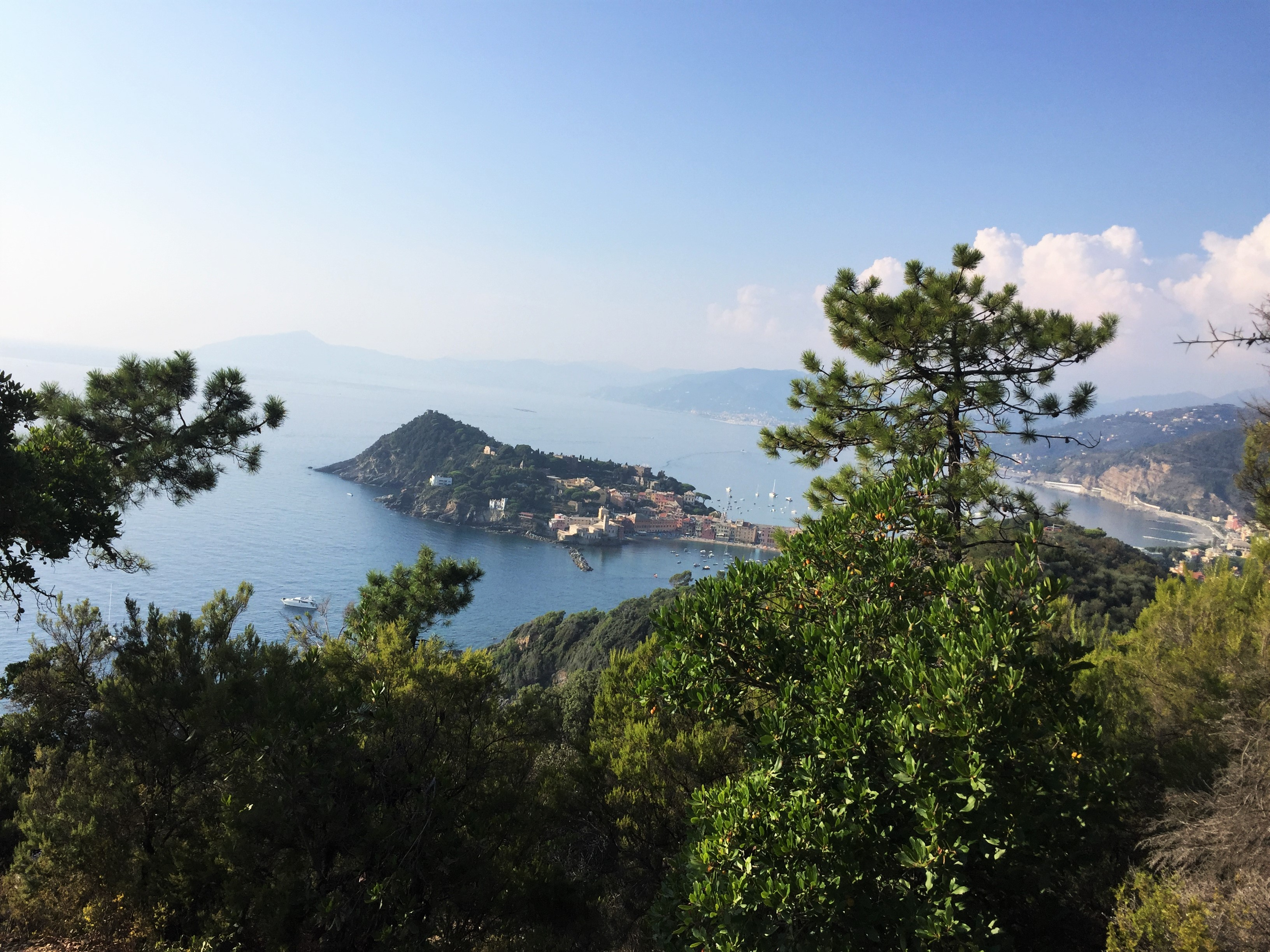
Veduta su Sestri Levante da Punta Manara

Il territorio comunale è costituito dall'area cittadina e da ventisette frazioni: Azaro, Balicca Ponterotto, Fossa Lupara, Libiola, Loto, Montedomenico, Pila, Riva Trigoso, Rovereto, San Quillico, San Bartolomeo della Ginestra, San Bernardo delle Cascine, Tassani, Vignolo, Villa Arpe, Villa Campomoneto, Villa Carmelo, Villa Costa, Villa Costarossa, Villa Fontane, Villa Manierta, Villa Rocca, Villa Rocche, Villa San Bernardino, Villa Scorza, Villa Staffora e Villa Zarello, per un totale di 33,62 km2.
Confina a nord con il comune di Ne, è bagnato a sud dal mar Ligure, ad ovest confina con il comune di Lavagna e ad est con i comuni di Casarza Ligure e Moneglia.

## Economia

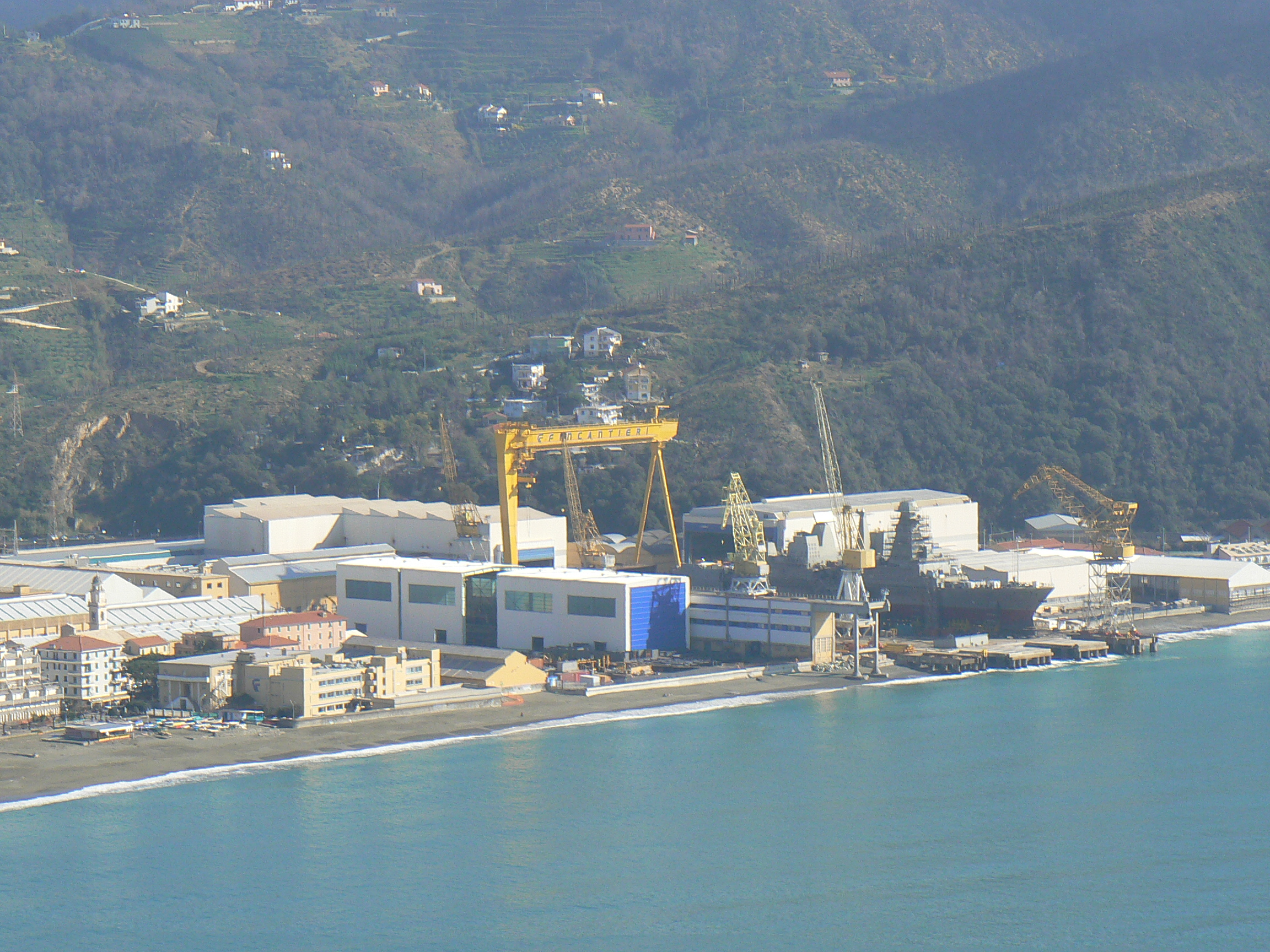
I cantieri Fincantieri di Riva Trigoso

Sestri Levante ha un rilevante apporto dal turismo, sia italiano che straniero; sono presenti due spiagge che contribuiscono al settore balneare. La località ha ottenuto dalla FEE-Italia (Foundation for Environmental Education) il conferimento della bandiera blu per la qualità delle sue spiagge.
In passato vi era una forte presenza dell'industria; i cantieri navali nella frazione di Riva Trigoso sorsero negli ultimi anni dell'Ottocento. Nel secondo dopoguerra, complice la vicinanza al triangolo industriale (Genova-Torino-Milano), Sestri Levante ospitò oltre alla cantieristica navale (e il suo indotto) una delle più grandi acciaierie, la F.I.T. (Fabbrica Italiana Tubi), chiusa nel 1982 durante la crisi del settore e la cui area venne recuperata a uso commerciale, residenziale e turistico, settori in cui successivamente si indirizzò la maggior parte degli investimenti in zona.
La Fincantieri, presso il locale stabilimento rivano, ha continuato l'attività dell'importante cantiere navale, costruttore di molte navi militari in forza alla Marina Militare Italiana. Un primo periodo di crisi esploso nel 1992 causò un ridimensionamento della forza operaia del cantiere navale, con ricorso alla cassa integrazione per molti operai e addetti; il cantiere riprese l'attività grazie a nuove commissioni, soprattutto dall'estero. Nel 2004 a Riva Trigoso venne varato uno dei due tronconi della prima portaerei italiana, la Cavour, varo che fu l'ultimo eseguito con l'ingresso diretto della nave in mare. Ulteriori crisi economiche che hanno riguardato pure il settore nautico sono esplose a partire dal 2008.
La pesca è un elemento storicamente importante nell'economia locale, praticata in passato per mezzo delle leudi, tradizionali imbarcazioni liguri in legno a vela latina. La pesca delle acciughe (il cosiddetto passo delle acciughe, da cui la sagra del bagnun) negli ultimi decenni ha avuto un ridimensionato per poi tornare nel 2016 ad essere un prodotto rilevante; le acciughe sottosale del mar Ligure infatti hanno il riconoscimento del marchio IGP.

## Infrastrutture e trasporti

### Strade

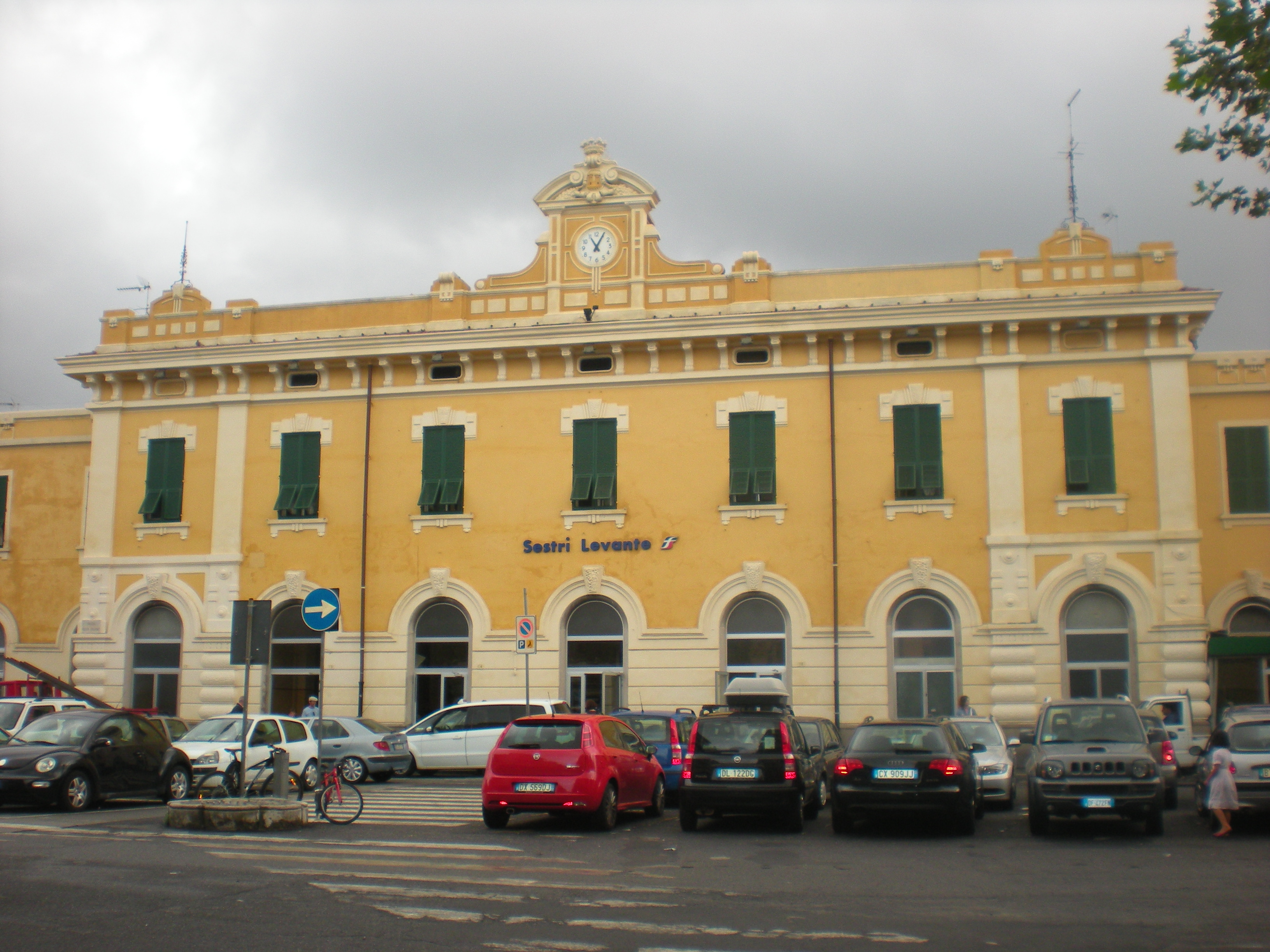
La stazione ferroviaria di Sestri Levante

Il centro di Sestri Levante è attraversato principalmente dalla strada statale 1 Via Aurelia che permette il collegamento con Lavagna e Chiavari ad ovest e Moneglia ad est. Inoltre è raggiungibile anche grazie al proprio casello autostradale sull'autostrada A12.
Ulteriori collegamenti viari del territorio sono la provinciale 44 di Santa Vittoria di Libiola per raggiungere l'omonima frazione sestrese e, proseguendo, la località di Cardini nel comune di Casarza Ligure, quest'ultima già raggiungibile dalla strada statale 523 del Colle di Cento Croci; la provinciale 88 di Montedomenico permette inoltre il collegamento viario con il territorio di Ne e della val Graveglia.

### Ferrovie
La stazione di Sestri Levante è posta sulla linea Genova-Pisa ed è servita da collegamenti regionali e a lunga percorrenza. Nel territorio comunale è inoltre presente la stazione di Riva Trigoso la quale serve le omonime frazioni di Riva e Trigoso ed è servita unicamente da treni regionali.

### Mobilità urbana
Da Sestri Levante, i servizi di trasporto pubblico locale gestiti dall'AMT garantiscono collegamenti quotidiani, tramite autobus urbani e interurbani, con le principali frazioni e località del territorio comunale, del comprensorio del Tigullio (Santa Margherita Ligure, Rapallo, Chiavari, Lavagna), della val Petronio (Casarza Ligure, Castiglione Chiavarese, Moneglia), della val di Vara e della provincia della Spezia (Carro, Deiva Marina, Framura, Varese Ligure). Il capolinea dei servizi su gomma attestati a Sestri Levante si trova di fronte alla stazione ferroviaria.

## Amministrazione

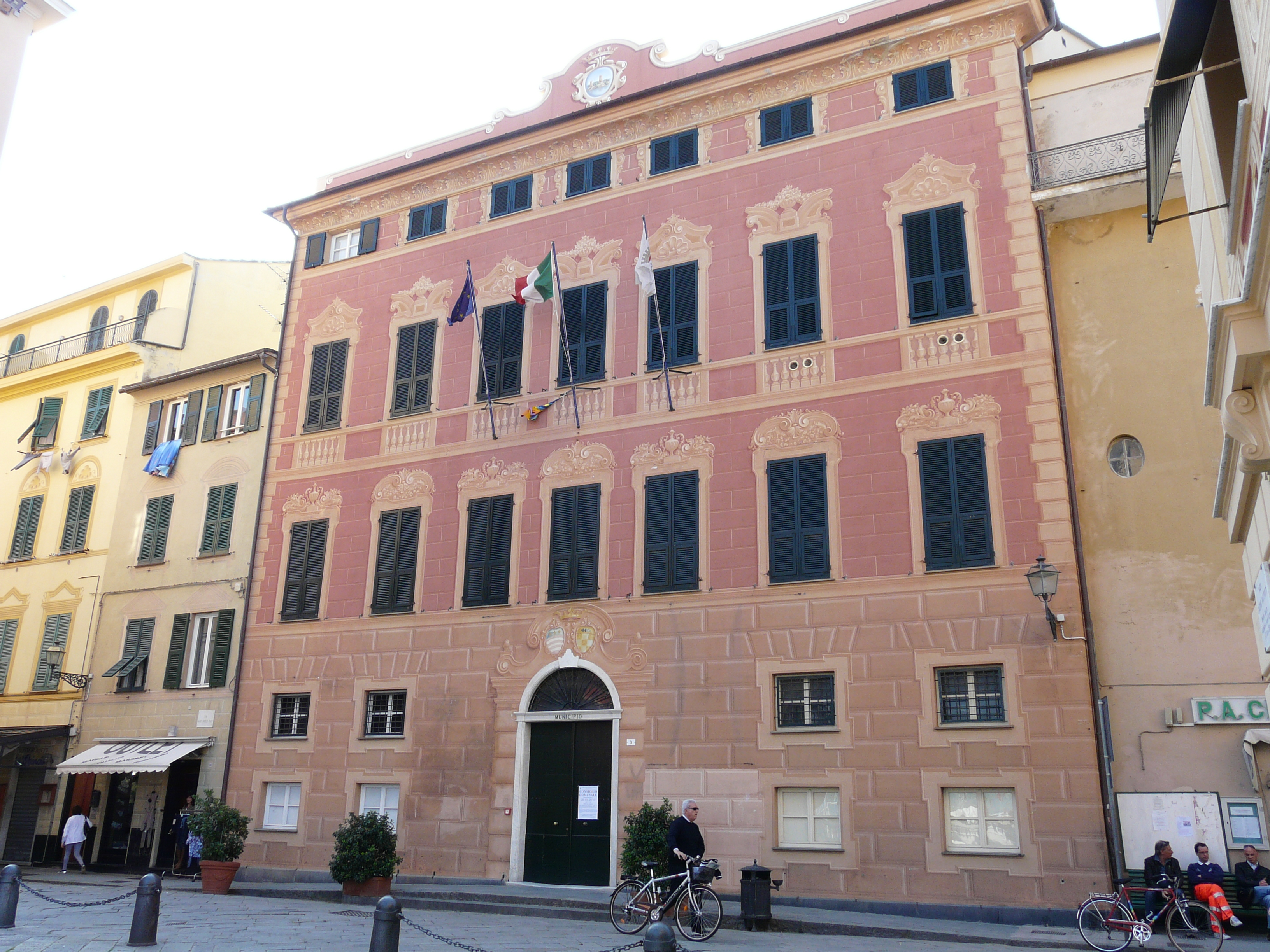
Palazzo Durazzo Pallavicini, nel centro storico, sede del municipio sestrese.

| Periodo           | Periodo          | Primo cittadino     | Partito | Carica         | Note          |
| ----------------- | ---------------- | ------------------- | --- | -------------- | ------------- |
| 1945              | 13 febbraio 1962 | Oreste Ocule        | PCI | Sindaco        | [ 21 ]        |
| 13 febbraio 1962  | 1965             | Giorgio Guerisoli   | PCI | Sindaco        |               |
| 1965              | 1970             | Angelo Colluccini   | PSI | Sindaco        |               |
| 1970              | 1980             | Giacomo Ghio        | PSI | Sindaco        |               |
| 1980              | 20 marzo 1987    | Sergio Piccinini    | PSI | Sindaco        |               |
| 20 marzo 1987     | 8 agosto 1990    | Sergio Piccinini    | PSI | Sindaco        |               |
| 13 agosto 1990    | 26 agosto 1993   | Carlo Brina         | PSI | Sindaco        | [ 22 ]        |
| 14 settembre 1993 | 6 dicembre 1993  | Alessandro Lombardo | | Comm. straord. | [ 23 ]        |
| 20 dicembre 1993  | 20 luglio 1994   | Giovanni Traversaro | LN | Sindaco        | [ 24 ]        |
| 20 luglio 1994    | 5 dicembre 1994  | Ferdinando Buffoni  | | Comm. straord. | [ 25 ]        |
| 5 dicembre 1994   | 30 novembre 1998 | Mario Chella        | Progresso per Sestri, Patto di Solidarietà (Coalizione di liste civiche di sinistra)                        | Sindaco        | [ 26 ]        |
| 30 novembre 1998  | 10 giugno 2003   | Mario Chella        | PPI, Federazione dei Verdi, Progresso per Sestri (Coalizione di centro-sinistra e lista civica)             | Sindaco        | [ 27 ]        |
| 10 giugno 2003    | 29 aprile 2008   | Andrea Lavarello    | DS, DL, Insieme Protagonisti (Coalizione di centro-sinistra e lista civica)                                 | Sindaco        | [ 28 ]        |
| 29 aprile 2008    | 11 giugno 2013   | Andrea Lavarello    | PD, Sestri al Centro, Gente di Sestri Levante (Coalizione di centro-sinistra e di liste civiche)            | Sindaco        | [ 29 ]        |
| 11 giugno 2013    | 10 giugno 2018   | Valentina Ghio      | PD, SEL, UdC, La Sestri che vogliamo, Sestri al Centro (Coalizione di centro-sinistra e di liste civiche)   | Sindaco        | [ 30 ] [ 31 ] |
| 10 giugno 2018    | 21 novembre 2022 | Valentina Ghio      | Valentina Ghio Sindaco, Sestri al Centro, Viviamo Sestri (Coalizione di centro-sinistra e di liste civiche) | Sindaco        | [ 30 ] [ 32 ] |
| 15 dicembre 2022  | 29 maggio 2023   | Pietro Gianelli     | | Vicesindaco    | [ 33 ]        |
| 29 maggio 2023    | in carica        | Francesco Solinas   | Sestri per tuttiSolinas Sindaco, Noi con Solinas Sindaco) (Coalizione di liste civiche e di centro-destra)  | Sindaco        |               |

### Gemellaggi
Sestri Levante è gemellata con:
- Dole, dal 1983.

La frazione di Riva è gemellata con:
- Santa Cruz, dal 2002.

## Sport

### Calcio
La principale società calcistica cittadina è il Sestri Levante, che vanta quale maggior successo della propria storia la partecipazione alla Serie C; sede delle gare interne è lo stadio Giuseppe Sivori.
Vi sono poi il Rivasamba, l'Aurora e il Segesta, la cui storie sono interamente dipanate nelle divisioni dilettantistiche a carattere locale.

### Ciclismo
Sestri Levante è stata negli anni città di arrivo delle seguenti tappe del Giro d'Italia:
| Anno | Tappa | Partenza            | km  | Vincitore di tappa  | Maglia rosa         |
| ---- | ----- | ------------------- | --- | ------------------- | ------------------- |
| 1960 | 10ª   | Carrara             | 171 | Gastone Nencini     | Jos Hoevenaers      |
| 1962 | 2ª    | Salsomaggiore Terme | 158 | Graziano Battistini | Graziano Battistini |
| 2006 | 12ª   | Livorno             | 165 | Joan Horrach        | Ivan Basso          |
| 2012 | 12ª   | Seravezza           | 155 | Lars Bak            | Joaquim Rodríguez   |
| 2015 | 3ª    | Rapallo             | 136 | Michael Matthews    | Michael Matthews    |

È stata inoltre sede di partenza delle seguenti tappe del Giro d'Italia:
| Anno | Tappa | Arrivo                          | km   | Vincitore di tappa | Maglia rosa    |
| ---- | ----- | ------------------------------- | ---- | ------------------ | -------------- |
| 1960 | 11ª   | Asti                            | 180  | Rik Van Looy       | Jos Hoevenaers |
| 1962 | 3ª    | Panicagliora (Marliana)         | 225  | Angelino Soler     | Antonio Suárez |
| 2009 | 12ª   | Riomaggiore (cron. individuale) | 60,6 | Denis Men'šov      | Denis Men'šov  |

### Pallacanestro
In ambito cestistico la città è rappresentata dal Centro Basket Sestri Levante 1976, la cui storia si è dipanata nelle divisioni dilettantistiche a carattere locale.

### Impianti sportivi
Tra gli impianti sportivi si citano lo stadio "Giuseppe Sivori", il campo sportivo "Hans Christian Andersen", la palestra comunale "Simone Canepa" e la piscina comunale.